# Biot (Alpes-Maritimes)
Biot település Franciaországban, Alpes-Maritimes megyében. Lakosainak száma 10 196 fő (2022. január 1.). Biot Antibes, Valbonne és Villeneuve-Loubet községekkel határos.

## Népesség
A település népességének változása:
| Lakosok száma | 2656 | 3680 | 5575 | 8791 | 10 015 | 9876 | 9733 | 9668 | 9575 | 10 196 |
|               | 1968 | 1982 | 1990 | 2006 | 2013   | 2015 | 2017 | 2019 | 2020 | 2022   |